# Asher Roth
Asher Paul Roth (Morrisville, Pensilvânia, 11 de agosto de 1985) é um rapper norte-americano.
Sua primeira atuação profissional foi em 13 de junho de 2008, com DJ Drama e Don Cannon trabalhando na The GreenHouse Effect Mixtape e liberando a sua versão gratuitamente através do seu site Thedailykush.com. Roth foi destaque na capa da revista anual XXL onde destaca os calouros. Seu primeiro álbum Asleep in the Bread Aisle foi lançado em 20 de abril de 2009.

## Biografia
Roth cresceu no subúrbio de Morrisville, uma pequena vila a cerca de 30 milhas a nordeste da Filadélfia. Ele estudou na Pennsbury High School. Na infância, pouco ouvia hip hop seus pais preferiam The Temptations, Earth, Wind & Fire, Bruce Springsteen e Dire Straits. O primeiro CD que comprou foi Dave Matthews Band, ele só foi conhecer o hip hop em 1998 quando ouviu o sample Annie do Jay-Z.
Durante as férias escolares, Roth e seus amigos faziam batalha de rima para se divertir, ele referi-se ao grupo como "a oficina de hip hop."  No 10º ano, Roth começou com um novo hobby, escrever e gravar faixas de rap enquanto um amigo se encarregava de vender as cópias na escola. Depois de vender 250 cópias em dois dias, Roth considerou que uma carreira no hip hop era uma possibilidade. Após a formatura, Roth entrou na West Chester University. Durante o segundo ano, Roth postou alguns de seus versos em sua página no Myspace e enviou algumas músicas para Scooter Braun (que encontrou no Myspace), um empresário que já havia trabalhado com Jermaine Dupri na So So Def. Uma semana depois de ter falado com Braun, Roth voou para Atlanta e foi imediatamente assinar com Braun, que posteriormente se tornou o seu empresário.

## Carreira
Após assinar com Braun, Roth se mudou para Atlanta para se dedicar ao hip hop em tempo integral. Roth foi cortejado por várias gravadoras, incluindo SRC, Def Jam, Warner Bros Records e Atlantic. Braun organizou uma reunião entre Roth e Jay Z, onde Roth foi convidado a ingressar no time da Def Jam, mas Roth acabou assinando com a SRC / Universal Records. Roth foi o primeiro rapper branco a atuar com DJ Drama e Don Cannon no influente Gangsta Grillz.

## Estilo
As letras de Roth caracteristicamente giram em torno da chamada classe "média". A música "I Love College", seu primeiro sucesso, é sobre uma festa na faculdade com álcool e maconha, mas inclui letras inócuas como "I can get pizza a dollar a slice" (Posso pegar pizza por 1 dólar o pedaço) que foram classificadas como "far from threatening" (longe de ameaçar).
Como ele ganhou destaque, sendo um branco em um gênero musical predominantemente negro, Roth foi muito comparado com Eminem, tanto que ele dedicou uma faixa em seu álbum para o famoso rapper, intitulada "As I Em". Sobre a comparação, Roth fala que embora ele goste disso, ele e Eminem são artistas com estilos diferentes, com letras completamente diferentes.
Roth tem professado que Mos Def, The Roots, The Notorious BIG e Outkast estão entre algumas de suas principais influências.
Em abril de 2009, após um evento na Rutgers University, Roth postou uma atualização no Twitter, na qual fazia referência a "nappy-headed hoes", com a intenção de zombar de Don Imus, com quem teve problemas dois anos antes. No entanto, o comentário foi visto como inadequado, e ele foi forçado a retirá-lo e rapidamente emitir um pedido de desculpas.

## Discografia

### Álbuns
| Ano  | Título                                                                                    | Posição | Posição | Posição | Posição | Posição |
| Ano  | Título                                                                                    | EUA 200 | EUA R&B | EUA Rap | CAN     | UK      |
| ---- | ----------------------------------------------------------------------------------------- | ------- | ------- | ------- | ------- | ------- |
| 2006 | Believe the Hype - Lançamento: 8 de agosto de 2006 - Gravadora: Locknload                 | —       | —       | —       | —       | —       |
| 2009 | Asleep in the Bread Aisle - Lançamento: 20 de abril de 2009 - Gravadora: Universal Motown | 5       | 5       | 3       | 31      | 38      |

### Singles
| Ano  | Música                      | Posição     | Posição | Posição | Posição | Posição | Posição | Posição | Posição | Álbum                     |
| Ano  | Música                      | EUA Hot 100 | EUA R&B | EUA Rap | EUA Pop | EUA Mod | UK      | UK R&B  | CAN     | Álbum                     |
| ---- | --------------------------- | ----------- | ------- | ------- | ------- | ------- | ------- | ------- | ------- | ------------------------- |
| 2009 | "I Love College"            | 12          | 116     | 18      | 19      | 34      | 26      | 8       | 53      | Asleep in the Bread Aisle |
| 2009 | "Lark on My Go-Kart"        | 95          | -       | -       | -       | -       | -       | -       | -       | Asleep in the Bread Aisle |
| 2009 | "Be by Myself" (com Cee-Lo) | 107         | -       | -       | -       | -       | -       | -       | -       | Asleep in the Bread Aisle |